# Madvillain
Madvillain ([ˈmæd ˈvilən]; дословно — «Безумный злодей») — американская хип-хоп-группа, состоящая из рэпера/продюсера MF Doom и продюсера/рэпера Madlib. Их дебютный альбом, Madvillainy, выпущенный в 2004 году, получил признание критиков и стал самым коммерчески успешным альбомом лейбла Stones Throw. Однако, несмотря на многочисленные слухи, группа так и не выпустила продолжение. В 2008 году Madlib выпустил ремикс-альбом Madvillainy 2: The Madlib Remix, используя голос MF Doom’а с оригинального альбома. В 2014 году Madlib заявил в интервью, что они работают над продолжением, но он не уверен, что альбом когда-либо выйдет.

## История
В начале 2000-х Madlib дал интервью Los Angeles Times. В нём он заявил, что есть два музыканта, с которыми он хочет поработать: MF Doom и J Dilla. В 2001 году лейбл Fondle ’Em Records, на котором MF Doom выпустил свой дебютный сольный альбом Operation: Doomsday, закрылся. Оставшись без лейбла, он исчез, живя в это время между Лонг-Айлендом и городом Кеннесо, пригороде Атланты, штат Джорджия. Вскоре лейбл Stones Throw связался с ним через общего знакомого и предложил записать совместный альбом с Мэдлибом. MF Doom согласился.
Работа над альбомом, названным Madvillainy, велась с 2002 года. В конце 2002 года Madlib отправился в Бразилию, где он продолжил работу над альбомом. Однако вскоре практически готовая демозапись альбома была украдена и выложена в интернет. Разочаровавшись, MF Doom и Madlib продолжили отдельно работать над другими проектами. В 2003 году, после выпуска других проектов, они решили вернуться к Madvillainy.
Madvillainy был выпущен 23 марта 2004 года. Альбом получил положительные отзывы критиков. Такие издания, как The Washington Post, The New York Times и The New Yorker, обычно не публикующие рецензии на хип-хоп альбомы, опубликовали статьи, посвящённые Madvillainy. Он стал самым успешным альбомом лейбла Stones Throw, продавшись тиражом 150 000 экземпляров.
В 2006 году Peanut Butter Wolf выпустил альбом-компиляцию Chrome Children, на которой была представлена композиция Madvillain, «Monkey Suite». В то же время стали появляться слухи о выпуске продолжения Madvillainy.
В 2008 году Madlib выпустил Madvillainy 2: The Madlib Remix — ремикс-альбом, основанный на вокале MF Doom’а с Madvillainy с использованием новых инструменталов. По словам лейбла, альбом был создан после того, как Madlib устал ждать, пока MF Doom завершит работу над продолжением Madvillainy.
В 2009 году, в интервью The New Yorker, MF Doom заявил, что работа над продолжением Madvillainy ведётся. В 2010 году, в рамках Adult Swim Singles Program 2010, группа выпустила одну из композиций, не попавших на их второй студийный альбом, «Papermill». В 2011 году была выпущена ещё одна композиция, «Avalanche & Victory Lap».
В том же году, в ходе Red Bull Music Academy в Мадриде, MF Doom рассказал о работе над вторым альбомом. По его словам, «альбом почти готов <…>, но он [находится в таком состоянии] уже почти два года». Он также заявил, что закончит работу над ним в январе 2012 года и что альбом должен скоро выйти.
В 2012 году, в интервью HipHopDX, MF Doom заявил, что альбом «почти готов». В том же году, в интервью в шоу Benji B на радио BBC Radio 1, рэпер заявил: «Мне осталось поправить пару треков <…> Если я успею, то альбом будет готов в концу года».
В 2013 году, в интервью Rolling Stone, Madlib заявил: «Я отправил инструменталы Doom’у несколько лет назад <…> Мне кажется, [альбом никогда не выйдет], но точно никто не знает. Я не могу сидеть и ждать. Свою часть работы я уже выполнил».
В апреле 2014 года Peanut Butter Wolf опубликовал фотографию переписки с MF Doom’ом, на которой рэпер заявляет, что он «почти закончил с альбомом» и что он будет выпущен через неделю. Однако позже выяснилось, что это была первоапрельская шутка. В том же году, в интервью Dazed, Madlib рассказал о работе над альбомом. «Я его не заставляю. Ему вообще не обязательно над ним работать <…> Мы записали примерно 10—13 песен и из них использовали 4 <…> Альбом далёк от завершения, поскольку он должен стать продолжением предыдущего. Не лучше, не хуже, но он должен быть продолжением», — заявил он.
В 2016 году, в ходе Red Bull Music Academy в Нью-Йорке, Madlib рассказал о работе над альбомом: «Не буду лукавить. Мы записали 20 треков, но это не значит, что они когда-нибудь выйдут».
31 октября 2020 года умирает «голос» группы — MF Doom.

## Дискография

### Студийные альбомы
- 2004: Madvillainy

### Микстейпы
- 2008: Madvillainy 2: The Madlib Remix

### Синглы
| Год  | Сингл                                     |
| ---- | ----------------------------------------- |
| 2003 | «Money Folder» / «America’s Most Blunted» |
| 2004 | «All Caps» / «Curls»                      |